# بيترو كانتوني
بيترو كانتوني هو مهندس معماري سويسري، ولد في 2 سبتمبر 1739 في موقيو في سويسرا، وتوفي في 3 مارس 1818 في جورجونزولا (ميلان) في إيطاليا.